# Isetnofret
Isetnofret (hay Asetnofret, Isisnofret) là một Vương hậu Ai Cập cổ đại, là một trong những người vợ của Pharaoh Ramesses II. Bà chính là mẹ của vị Pharaoh kế nhiệm, Merneptah. Bà cùng với người vợ cả của Ramses II là Nefertari là hai người vợ nổi tiếng trong số các bà vợ của ông.
Sau khi Nefertari qua đời (năm thứ 24 của triều đại Ramesses II), bà được sắc phong toàn bộ những danh hiệu mà một vị Vương hậu - vợ cả của Pharaoh nhận được. Vì là mẹ của Pharaon Merneptah nên bà được danh hiệu tôn quý là "Mẹ của Vua".

## Thân thế
Cha mẹ của Isetnofret không được ghi lại trên bất cứ đâu. Bà cũng không phải xuất thân từ vương thất Ai Cập do không mang danh hiệu đặc thù là "Con gái của Vua". Những người con do bà sinh đều xuất hiện trên những khung cảnh được khắc vào thời của Seti I. Vì vậy, bà phải kết hôn với Ramesses từ rất sớm, trước khi ông đăng quang, có lẽ cùng lúc với Nefertari. Dựa vào những mốc thời gian như vậy, người ta đoán rằng bà đã sinh hạ vào những năm cuối cùng của Pharaon Horemheb.
Do Nefertari sinh được con trai đầu lòng là Amun-her-khepeshef, nên khi lên ngôi Ramesses II đã sắc phong cho bà làm Chánh hậu và Amun-her-khepeshef là Trữ quân, vì thế uy lực trong hậu cung của bà ta vào lúc này khá là lớn. Tuy nhiên, vào năm thứ 25, Amun-her-khepeshef qua đời, vương tử Pareherwenemef (con trai thứ ba của Ramesses, cũng do Nefertari hạ sinh) đã mất trước đó nên ngôi vị Trữ quân được chuyển sang cho Ramesses - con trai lớn nhất của Isetnofret, đồng thời là con trai thứ hai của Ramesses II.
Vương hậu Isetnofret có với Ramesses II ít nhất là 4 mặt con:
- Thái tử Ramesses, giữ ngôi Thái tử từ năm thứ 25 tới 50 của Ramesses II. Ông qua đời trước cha mình.
- Công chúa Bintanath, công chúa cả của Ramesses II, về sau được sắc lập làm Chính hậu của cha mình.
- Thái tử Khaemwaset, hoàng tử thứ tư của Ramesses. Ông là một trong số ít người con của Ramesses II mà thân thế được biết đến khá rõ ràng. Ông được phong nhiều danh hiệu và kế thừa ngôi thái tử từ người anh (từ năm 50 đến 55).
- Pharaon Merneptah, hoàng tử thứ 13. Lúc này 12 người anh của ông đã qua đời nên ông được phong thái tử và lên ngôi sau đó.
- Isetnofret (?), công chúa thứ 6, biết đến qua một bức văn thư, có lẽ là vợ của Merneptah[2].
- Sethi (?), hoàng tử thứ 9 của Ramesses, cũng được nhắc đến trong các trận Kadesh và Dapur cùng với những người anh em[3].
- Công chúa Nebettawy (?), một người con gái và cũng được phong làm Chính hậu của Ramesses II[3].

Khaemwaset cũng có một người con gái tên Isetnofret, và người này cũng có thể là vợ của Merneptah. Nếu như vậy thì Merneptah đã kết hôn với cháu ruột của mình. Điều này cũng chưa được kiểm chứng.

## Chứng thực

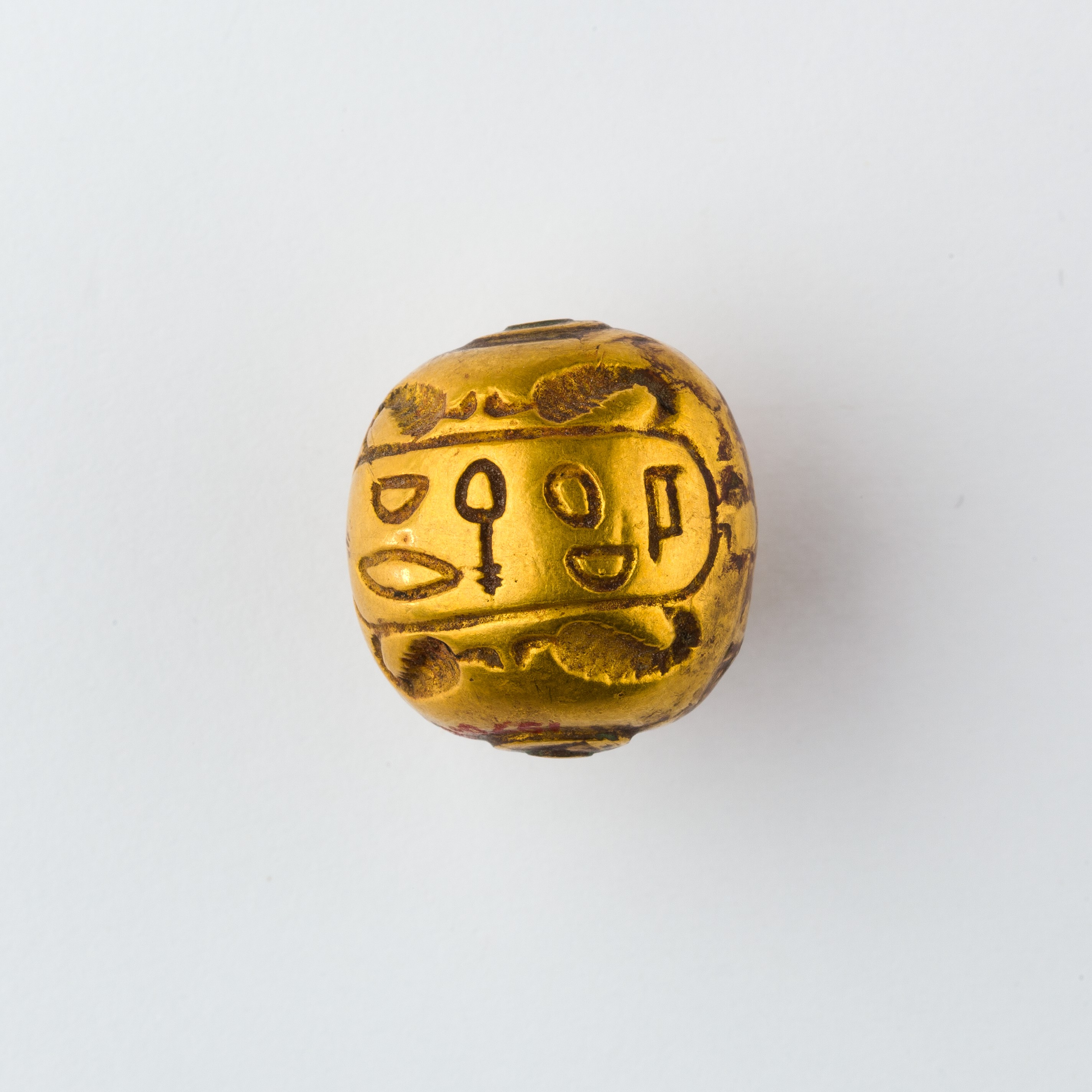
Một hạt trong vòng chuỗi có khắc tên của Ramesses II và Isetnofret.

Bà được biết đến nhiều qua các bức tượng và bia đá của Thái tử Khaemwaset. Bà không được nhắc nhiều vào trước năm thứ 25 của Ramesses.
- Một tấm bia đá tại Aswan có khắc họa những thành viên trong hoàng tộc, là Ramesses II, Isetnofret và 4 người con chung được biết đến của hai người[5].
- Một tấm bia khác cũng nhắc đến những thành viên trên tại Gebel el-Silsila. Họ được mô tả là đang dâng lễ tế thần Ptah và Nefertum[5].
- Bức tượng mang mã hiệu Brussels E.7500, 2 bức tượng shabti của Khaemwaset có mang tên của Isetnofret. Một tượng khắc của Khaemwaset tại đền thờ của Horemheb cũng nhắc đến tên bà[5].
- 2 bức tượng shabti của Merneptah và Ramesses cũng mang tên bà[5].
- Một bức tượng bị vỡ của một hoàng tử, trên đó ghi tên của Isetnofret (Cairo JdE 25772)[5].
- Một bức tượng của bà cùng với 3 vị hoàng tử (Louvre 2272)[5].
- Đầu tượng của Isetnofret, bên vai phải có khắc tên bà (Brussels E.5924)[5].
- Một số kỷ vật hình bọ hung, vài bức tượng shabti (tượng nhỏ chôn theo người chết) của Isetnofret[5].
- Một bức tượng shabti tại Abydos có mang tên bà[5].

Không rõ bà được chôn cất tại đâu.